# Small World Big Band
Small World Big Band je studiové album britského klavíristy a televizního moderátora Joolse Hollanda, vydané v prosinci 2001. Obsahuje písně různých hudebníků, přičemž na klavír zde hraje Holland. Některé písně byly rovněž představeny v koncertní podobě v jeho pořadu Later with Jools Holland. Album obsahuje například i novou, dříve nevydanou, píseň „Horse to the Water“ v podání George Harrisona. O rok později vyšlo pokračování alba pod názvem Small World Big Band Volume Two: More Friends.

## Seznam skladeb
| Pořadí | Název                             | Autor                            | Host                      | Délka |
| ------ | --------------------------------- | -------------------------------- | ------------------------- | ----- |
| 1.     | Seventh Son                       | Willie Dixon                     | Sting                     | 3:04  |
| 2.     | Horse to the Water                | Dhani Harrison, George Harrison  | George Harrison           | 5:00  |
| 3.     | Will It Go Round in Circles       | Bruce Fisher, Billy Preston      | Paul Weller               | 3:31  |
| 4.     | Valentine Moon                    | Jools Holland                    | Sam Brown                 | 4:02  |
| 5.     | The Return of the Blues Cowboy    | Jools Holland, Joe Strummer      | Joe Strummer              | 2:41  |
| 6.     | The Hand That Changed Its' Mind   | Jools Holland                    | Dr. John                  | 3:25  |
| 7.     | Nobody But You                    | Barry Mann, Cynthia Weil         | Ruby Turner               | 3:45  |
| 8.     | Revolution                        | John Lennon, Paul McCartney      | Stereophonics             | 3:18  |
| 9.     | I Put a Spell on You              | Screamin' Jay Hawkins            | David Gilmour, Mica Paris | 4:07  |
| 10.    | Oranges and Lemons Again          | Jools Holland                    | Suggs                     | 3:38  |
| 11.    | All That You Are                  | Eric Bibb, Jools Holland         | Eric Bibb                 | 3:15  |
| 12.    | Mademoiselle Will Decide          | Mark Knopfler                    | Mark Knopfler             | 2:24  |
| 13.    | Back O' Town Blues                | Louis Armstrong, L. Russell      | Van Morrison              | 3:27  |
| 14.    | Town and Country Rhythm and Blues | Chris Difford, Jools Holland     | Chris Difford             | 3:50  |
| 15.    | I Wanna Be Around                 | Johnny Mercer, Sadie Vimmerstadt | John Cale                 | 3:05  |
| 16.    | I'm Ready                         | Willie Dixon                     | Steve Winwood             | 3:15  |
| 17.    | Say Hello, Wave Goodbye           | Marc Almond, David Ball          | Marc Almond               | 4:35  |
| 18.    | T-Bone Shuffle                    | T-Bone Walker                    | Mick Hucknall             | 3:01  |
| 19.    | It's So Blue                      | Jools Holland                    | Paul Carrack              | 4:02  |
| 20.    | Outskirts of Town                 | Roy Jacobs, Will Weldon          | Taj Mahal                 | 4:53  |
| 21.    | I'm in the Mood for Love          | Dorothy Fields, Jimmy McHugh     | Jamiroquai                | 3:07  |
| 22.    | What Would I Do Without You       | Ray Charles                      | Eric Clapton              | 3:27  |